# Special Purpose Acquisition Company
Een Special Purpose Acquisition Company (SPAC) is een bedrijf zonder activiteiten die naar de beurs gaat om kapitaal op te halen. Door de afwezigheid van activiteiten worden ze ook aangeduid als “lege huls” of “blanco check” vennootschappen. Met dit kapitaal wil de SPAC een niet-beursgenoteerde onderneming deel of in het geheel kopen. Voor de niet-beursgenoteerde onderneming met bedrijfsactiviteiten is dit een eenvoudiger en snellere manier om een beursnotering te verkrijgen.

## Werking
Een SPAC wordt opgericht door een aantal initiatiefnemers, deze personen worden sponsors of founders genoemd. De initiatiefnemers zijn veelal afkomstig uit de zakelijke of financiële dienstverlening. Met de beursnotering van de SPAC wordt kapitaal opgehaald.
De SPAC zelf heeft geen activiteiten, maar start een zoektocht naar een onderneming met activiteiten om deze over te nemen. In het prospectus staat enige informatie naar het type bedrijf dat wordt gezocht. Hierbij is vaak een relatie te vinden tussen de ervaring van de initiatiefnemers en het soort bedrijfsactiviteiten, bijvoorbeeld binnen de gezondheidssector of informatietechnologie, dat de SPAC wil overnemen. De meeste SPAC's nemen 24 tot 36 maanden de tijd om een geschikte overnamekandidaat te vinden. Slagen de initiatiefnemers niet, dan wordt de SPAC ontbonden en krijgen de aandeelhouders van de SPAC hun geld, na aftrek van kosten, terug.
Wordt er wel een overnamekandidaat gevonden dan worden de aandeelhouders gevraagd hiermee in te stemmen. Stemt de meerderheid voor, dan wordt de transactie afgerond en neemt de SPAC het bedrijf en activiteiten over. Vaak wordt dan de naam van de SPAC en het ticker symbol in lijn gebracht met het overgenomen bedrijf, die veelal enige naamsbekendheid in de markt geniet. Aandeelhouders die het niet eens zijn met de overname, hebben de mogelijkheid om uit te stappen en krijgen daarmee hun geld terug.
De initiatiefnemers worden voor hun werkzaamheden beloond met een salaris, maar bij een succesvolle overname krijgen ze ook speciale oprichtersaandelen of warrants die dan veel geld waard worden.

## Geschiedenis
De oorsprong van de SPAC ligt in de Verenigde Staten. Hier kwam de eerste SPAC naar de beurs in de jaren 90, maar pas sinds 2020 zijn ze enorm populair geworden, om daarna weer even snel te verdwijnen. Vanaf 2009 steeg het aantal SPAC geleidelijk en in 2019 gingen 59 SPAC's naar de beurs. In 2020 was dit gestegen naar 248 SPAC's en die haalden in totaal US$ 78 miljard op. In 2021 waren het er 613 om vervolgens scherp te dalen naar 86 in 2022 en 31 in 2023. Vanwege de beperkte duur dat gezocht kan worden naar een overnamekandidaat is het aantal SPAC's dat wordt opgeheven eveneens sterk gestegen.
In Nederland vallen de SPAC's onder toezicht van de Autoriteit Financiële Markten (AFM). Het prospectus voor de beursgang wordt door de AFM gekeurd en controleert of de SPAC voldoet aan de wettelijke eisen zolang deze op de beurs is genoteerd. De Belgische toezichthouder is de Autoriteit voor Financiële Diensten en Markten (FSMA).

## Nederland
Op Euronext Amsterdam zijn 19 SPAC's genoteerd of genoteerd geweest. Een SPAC kreeg in 2018 een notering, idem een in 2020, 15 SPAC's in 2021 en tot slot nog eens twee in 2022. Per augustus 2023 waren zeven SPAC's er in geslaagd een overname kandidaat te vinden, waarvan Azerion en CM.com de meest bekende zijn, zes SPAC's zijn geliquideerd en zes waren nog zoekende. De SPAC's die een overnamekandidaat hebben gevonden noteerden veelal tegen lagere koersen en dit heeft geleid tot forse verliezen voor de SPAC aandeelhouders. Een aantal SPAC's heeft terugbetaald na aftrek van kosten en een aantal SPAC's heeft de einddatum verzet, dus hebben meer tijd gekregen om een overnamekandidaat te vinden, waarbij in enkele gevallen een deel is terugbetaald aan de aandeelhouders.